# いっしょにあそぼう! くまのプーさん
いっしょにあそぼう! くまのプーさん（Playdate with Winnie the Pooh）とは、2023年8月18日からディズニージュニアで放送されているアメリカ合衆国のテレビアニメ。世界観を共有し同時放送となっている「くまのプーさんといっしょ」（Me & Winnie The Pooh）もここで述べる。なお「プーさんといっしょ」と混同してしまわないように、記事ではこのタイトルとする。
本シリーズでは、プーさんたちの目の特徴をはじめキャラクターデザインに大幅なリニューアルが施されている。メインキャストもこれまでとは異なり子役を中心に起用された。
日本でも2作品が2024年2月4日からディズニーチャンネルのディズニージュニアで放送されている。Disney+でも2024年7月31日より配信が開始された。

## キャラクター
プーさん
声 - 若井友希、英 - レオン・チェン
ティガー
声 - 辻あゆみ、英 - ニュートン グレイセン
ピグレット
声 - 津田里穂、英 - カラム・ヴィンソン
イーヨー
声 - うのちひろ、英 - ディラン・アルヴァラード
カンガ
声 - 朝日奈丸佳、英 - アーウェン・モンソン＝サンダース
ラビット
声 - 花園愛美、英 - エマ・サバレタ
ビー
声 - ?、英 - マデリン・スカイラー

## エピソード
くまのプーさんといっしょ
| # | タイトル           | 原題                 |
| - | ------------------ | -------------------- |
| 1 | プーとハチミツ     | Meet Winnie the Pooh |
| 2 | ティガーのジャンプ | Meet Tigger          |

いっしょにあそぼう! くまのプーさん
| #  | タイトル                           | 原題                                 | 備考                            |
| -- | ---------------------------------- | ------------------------------------ | ------------------------------- |
| 1  | ピグレットと三輪車                 | Piglet and the Tricycle              |                                 |
| 2  | ティガーとハーモニカ               | Tigger and the Harmonica             | ディズニープラスの配信では第3話 |
| 3  | ピグレットとびっくり瓶             | Piglet and the Surprise Jar          | ディズニープラスの配信では第2話 |
| 4  | ピグレットとティガーとダンボール箱 | Piglet, Tigger and the Cardboard Box |                                 |
| 5  | カンガとかくれんぼ                 | Kanga and Hide-and-Seek              |                                 |
| 6  | イーヨーと絵の具セット             | Eeyore and the Paint Set             |                                 |
| 7  | ピグレットとたこ                   | Piglet and the Kite                  |                                 |
| 8  | イーヨーとカンガと宝探し           | Eeyore, Kanga and the Treasure Hunt  |                                 |
| 9  | ティガーとおもちゃのフープ         | Tigger and the Toy Hoop              |                                 |
| 10 | ラビットとチョーク                 | Rabbit and the Chalk                 |                                 |
| 11 | ピグレットと雪のくま               | Piglet and the Snow Bear             |                                 |